# Kostel svatého Petra a Pavla (Podbřežice)
Římskokatolický filiální kostel svatého Petra a Pavla v Podbřežicích je novogotickým kostelem z roku 1907. Je hlavní dominantou obce kterou se stal po zbourání původního gotického kostela, který stával v místě dnešního hřbitova, doloženého již ve 13. století.

## Historie

### Původní kostel ze 13. století
První písemná zmínka o Podbřežicích pochází z 28. května a 14. června 1348, kdy se v listinách mluví o patronátu nad kostelem sv. Petra a Pavla, který přešel na olomouckou kapitulu. Tento kostel pocházel snad ze 13. století a stál na místě dnešního hřbitova ve svahu nad obcí. Kostel byl jednolodní gotická stavba s presbytářem, vítězným obloukem, klenutou lodí, věží a sakristií.

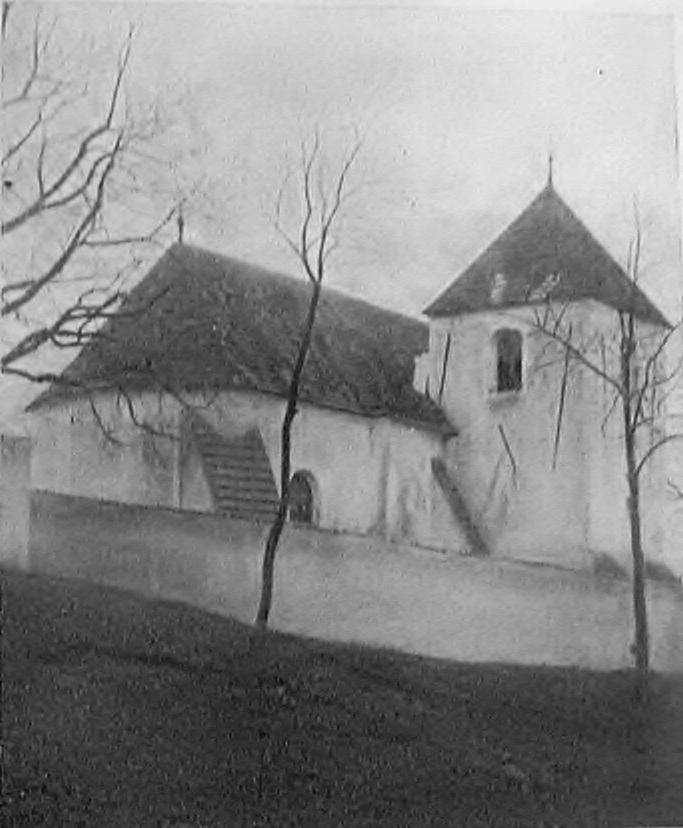
Gotický kostel před zbořením

V roce 1558 byl do věže kostela zavěšen nový zvon od vyškovského zvonaře Filipa Konvaře. V roce 1599 byla v kostele vybudována krypta pro zemřelého malíře Ondřeje Vítka. Druhý zvon byl odlit olomouckým zvonařem Zachariášem Milnerem v roce 1603. Později přibyl třetí zvon tzv. umíráček. V polovině 17. století po třicetileté válce ubylo v kraji obyvatelstva a Podbřežice tak spolu s Dražovicemi byly přifařeny ke Starému Rousínovu.
V průběhu 18. století starobylý kostel chátral. Celá stavba trpěla pohybem okolního terénu a občasnými sesuvy půdy. Přestavba či výstavba nového kostela se tehdy ještě neuskutečnila a tak roku 1773 je část kostela rozebrána. V roce 1800 se přistoupilo k rekonstrukci za peníze z majetku olomoucké kapituly. Znovu vysvěcen tak byl kostel 29. června 1801.
V roce 1821 byla na kostele vyměněna šindelová střecha a v roce 1851 byl kostel vykraden. Dále pak roku 1885 farnost pořídila litinovou sochu Jana Nepomuckého, která nahradila původní kamennou sochu od rybníka. Dnes tato socha stojí před kostelem. Koncem 19. století se začalo opět jednat o stavbě nového kostela, protože stávající trpěl za deštivého počasí pohybem okolního terénu. Rada se sešla roku 1892, ale rozhodnuto bylo až v roce 1905 a téhož roku 20. listopadu se začalo s rozebíráním.

### Novogotický kostel z roku 1907
Místo pro nový kostel bylo vybráno uprostřed obce. Stavba byla zadána 16. září 1906 brněnskému staviteli Leopoldu Jungmanovi. První zemní práce byly započaty 12. října 1906 a rok na to 13. července byl nový kostel zkolaudován. Den poté 14. července byl kostel slavnostně vysvěcen kanovníkem, děkanem a lulečským farářem Josefem Svobodou. Náklady na výstavbu tehdy činily 34 tisíc korun.
Kostel je tak klasicky orientovanou jednolodní novogotickou chrámovou stavbou s presbytářem, sakristií na jižní straně a věží s bočním točitým schodištěm a vstupním západním portálem. V kostele se dnes i nachází památky ze zbouraného kostela nad obcí, např. zvony a náhrobek Ondřeje Vítka. V roce 1908 byla v kostele vysvěcena nová kostelní křížová cesta.
Během první světové války přišel kostel o dva zvony. V roce 1929 byl pořízen druhý kostelní oltář se sochou Panny Marie. V následujících třech letech přibyly postupně třetí kostelní oltář a socha svaté Trezičky a svatého Judy Tadeáše, dva nové zvony svaté Filomény a svatého Antonína a také socha Božského Srdce Páně. V roce 1937 přibylo šest nových oltářních svícnů.
1. července 1934 v 10 hodin se konala mše svatá za oběti války a odpoledne byl vysvěcen pomník stojící před kostelem. 17. července 1941 zemřel a následně byl pohřben Msgr. Matěj Chládek, brněnský profesor náboženství a rodák z Podbřežic.
Během druhé světové války kostel přišel opět o oba nové zvony, jenž byly zrekvírovány 3. dubna 1942. Zachoval se tak jediný z roku 1603. První rekonstrukce se kostel dočkal v roce 1965, kdy byla opravena fasáda, byl vymalován interiér a natřena kazatelna i kůr. V roce 1982 byla vyměněna eternitová krytina měděným plechem, zdvojena okna a upraveno okolí kostela.
S chrámem jsou spjatá některá významná jména. Zejména Antonín Cyril Stojan duchovní správce kostela v letech 1888 – 1908. Dále pak rodák Václav Burian moravský historik a badatel, který zde byl pohřben 25. září 1998.

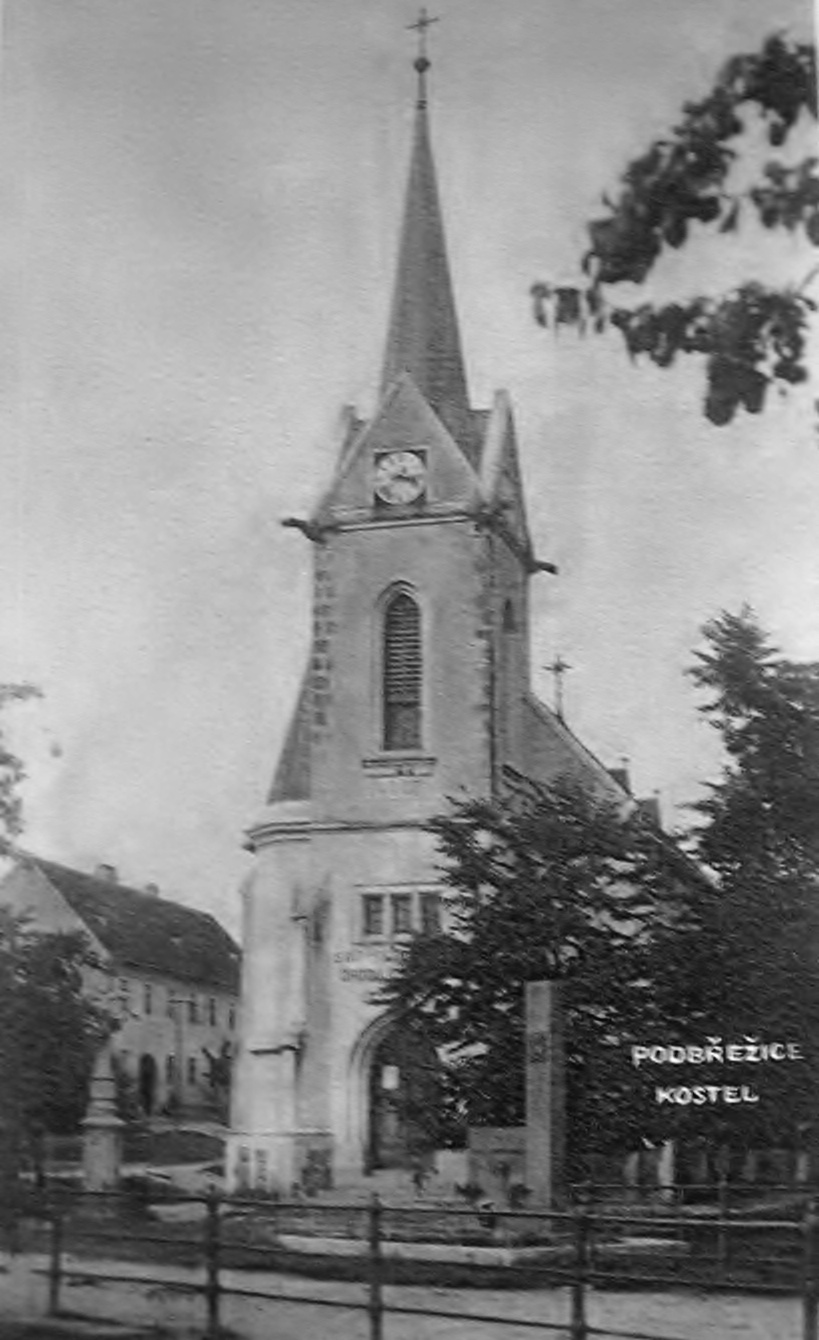
Novostavba kostela cca 1934

| Od-do       | Duchovní správcové kostela                         |
| ----------- | -------------------------------------------------- |
| 1888 – 1908 | R.D. Antonín Cyril Stojan (byl stavitelem kostela) |
| 1908 – 1929 | R.D. František Tošnar                              |
| 1929 – 1955 | R.D. Matěj Navrátil (děkan)                        |
| 1955 – 1958 | R.D. Josef Dvořáček                                |
| 1958 – 1969 | R.D. Ondřej Damborský                              |
| 1970 – 1975 | R.D. Antonín Sláma                                 |
| 1975 – 1976 | R.D. Jindřich Petrucha                             |
| 1976 – 1979 | R.D. Josef Vlček                                   |
| 1979 – 1990 | R.D. Metoděj Vladimír Vitula (OPraem)              |
| 1990 – 1993 | R.D. Oldřich Divácký (děkan)                       |
| 1993 – 1996 | R.D. Maxmilián Vladimír Filo (OPraem)              |
| 1996 – 1997 | R.D. František Provazník                           |
| 1998 – 2006 | P. Jan Nepomuk Martin Bejček (OSB)                 |
| 2007 –      | R.D. Michael Macek                                 |

### Galerie

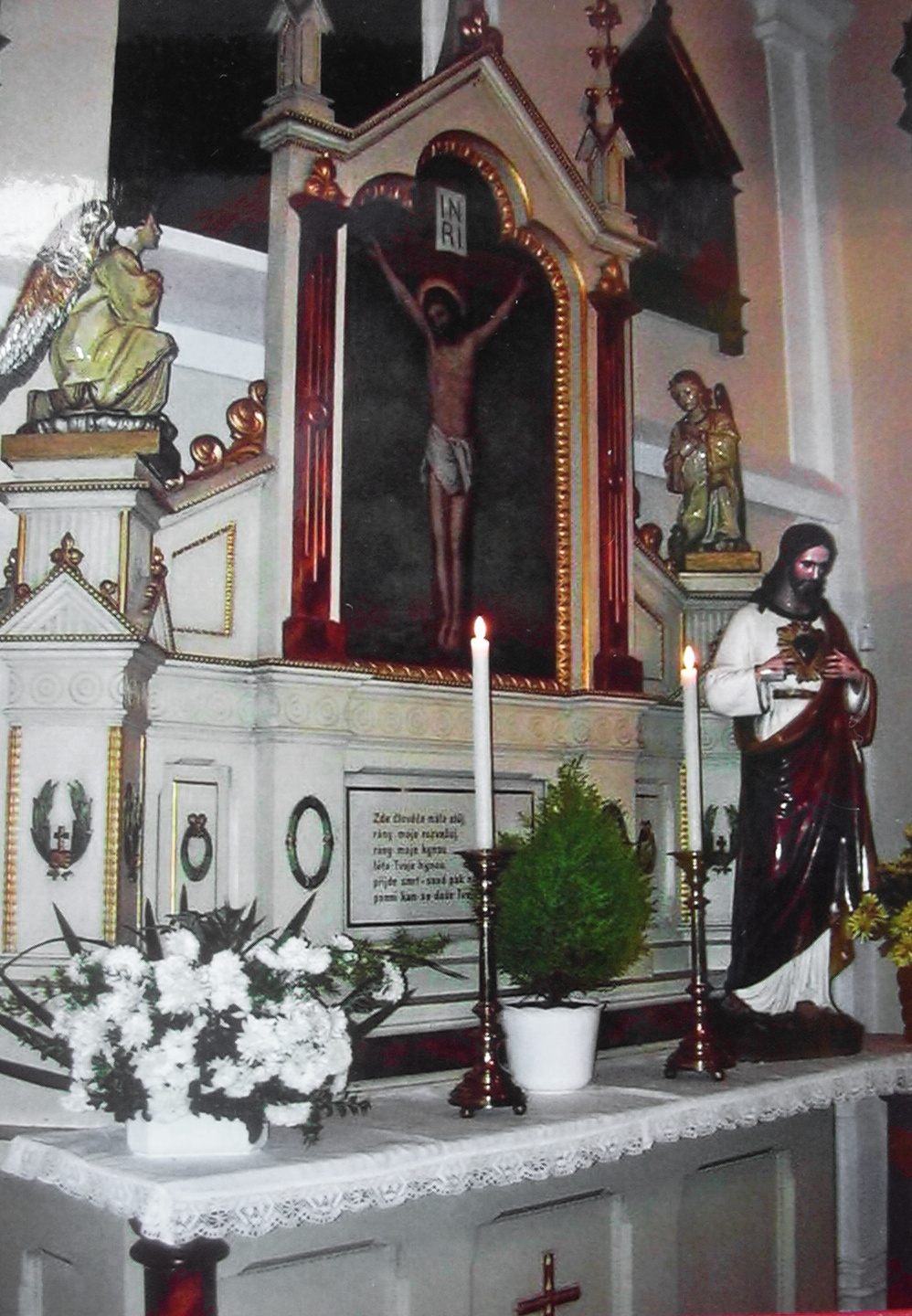
Interiér
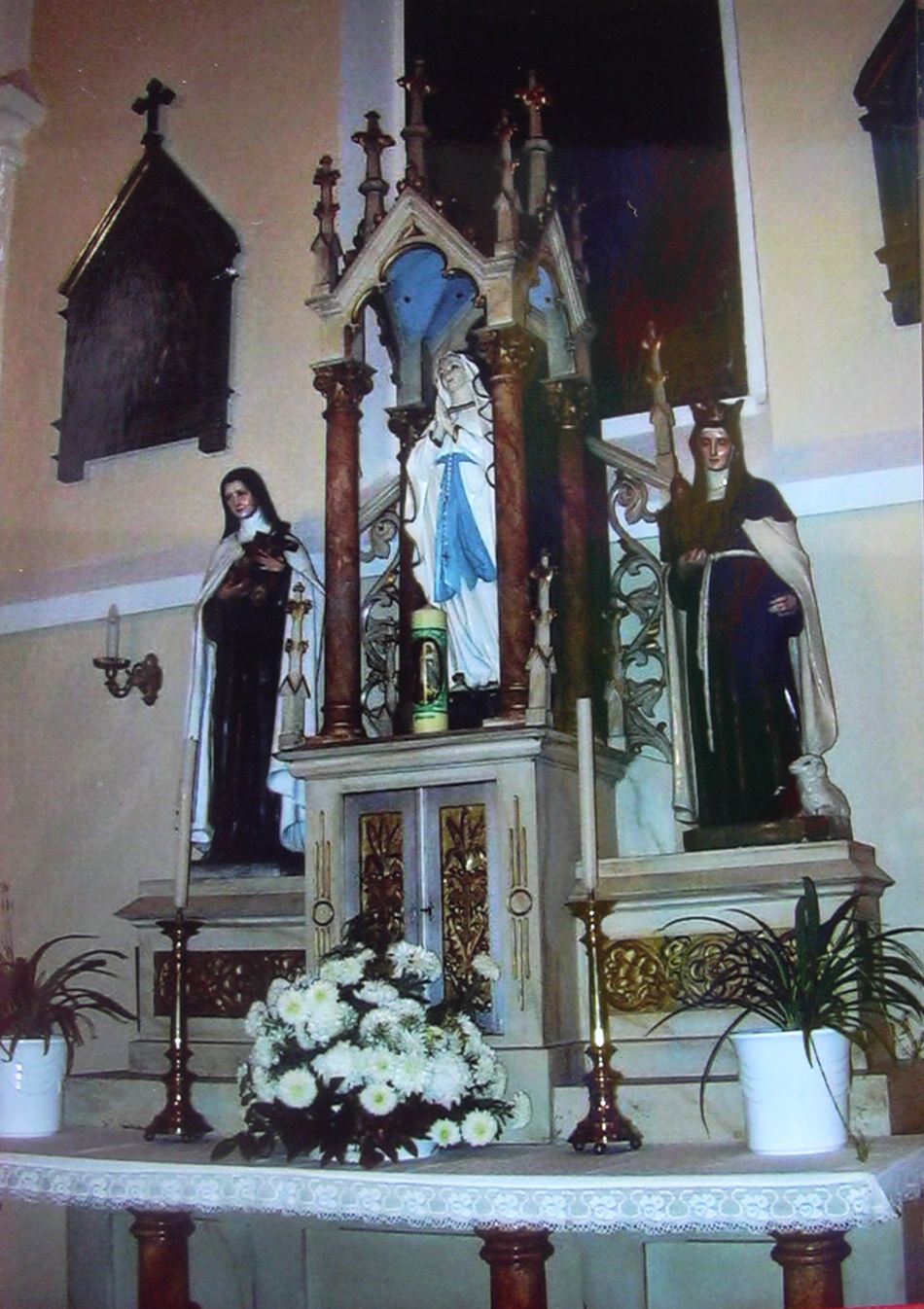
Interiér
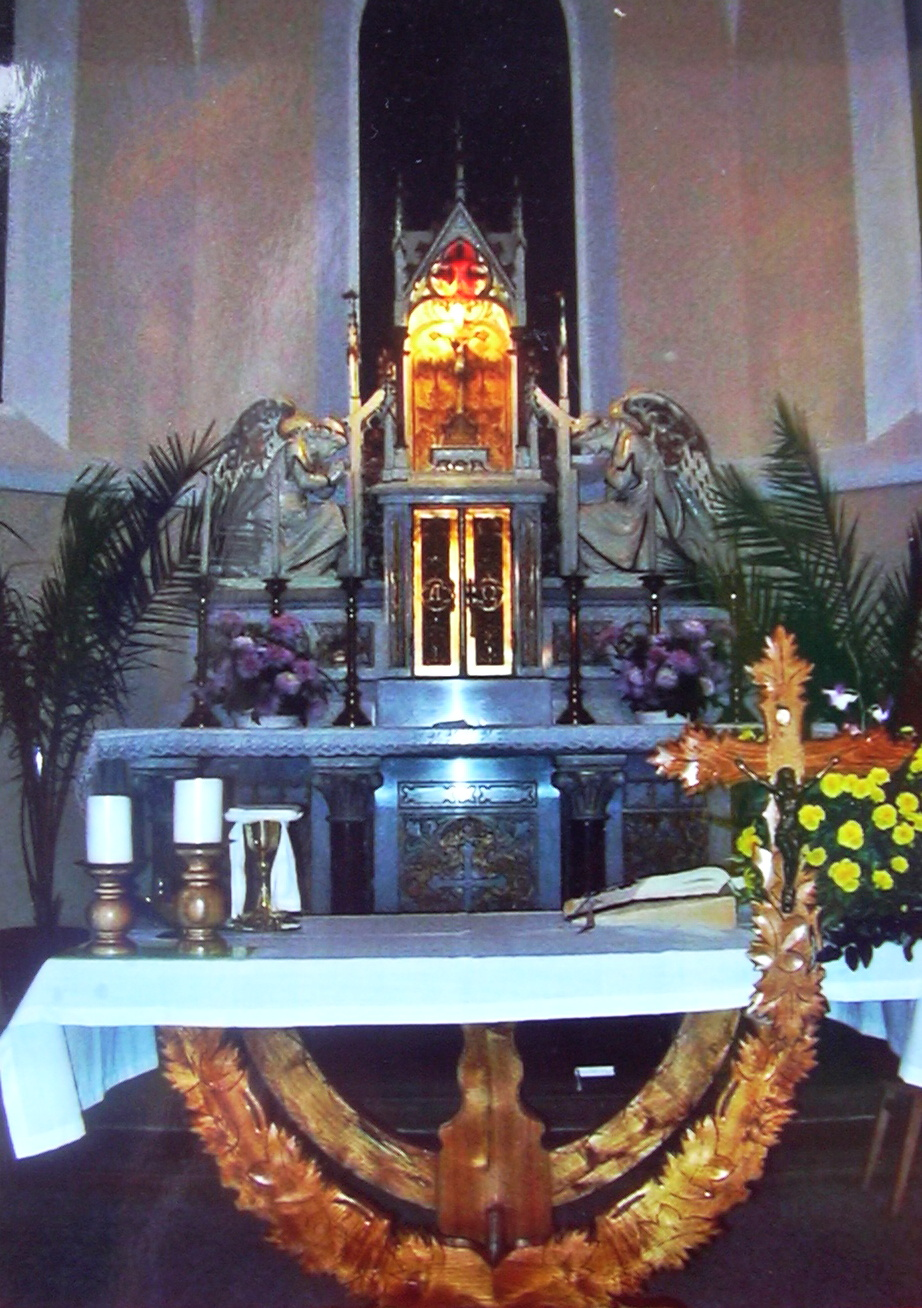
Interiér

## Současnost kostela
Brněnský biskup Mons. V. Cikrle rozhodl dne 27. prosince 2006, že od 1. ledna 2007 bude obec Podbřežice přefařena z farnosti Dražovice do farnosti Rousínov u Vyškova. Podbřežice tak nově spadají jako přifařená obec k farnosti Rousínov u Vyškova s farním kostelem sv. Václava. Novým farářem se tak stal P. Mgr. Michael Macek a farní vikář P. Dr. Stanislav Pacner.
Poslední bohoslužbu tak slavil P. Martin Bejček na Nový rok večer a na Tři krále byl kostel převeden pod správu kněží z Rousínova. Protokolární předání kostela proběhlo za účasti slavkovského děkana a starého i nového faráře během února 2007.